# لیورپول، استرالیا

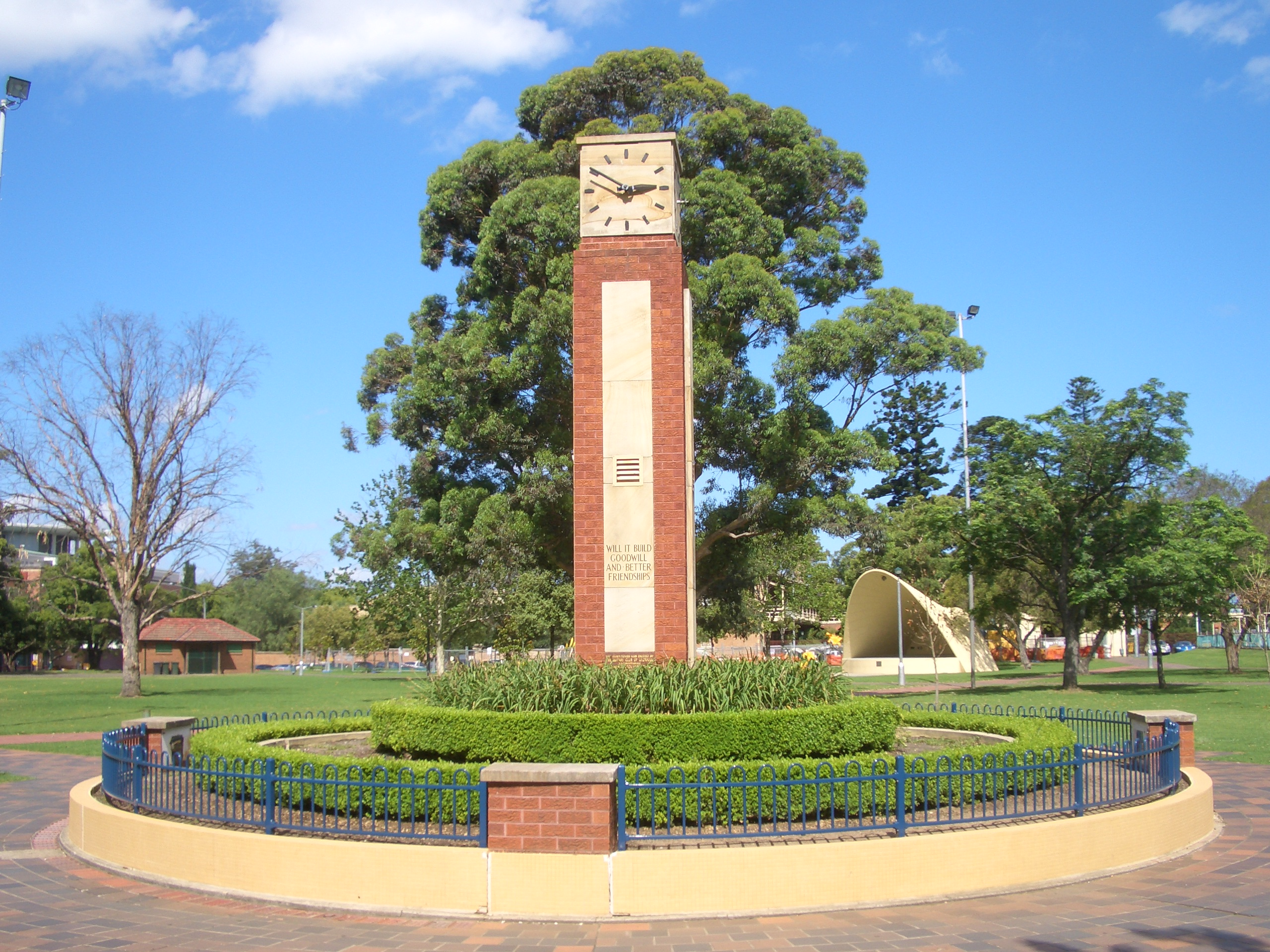
لیورپول از توابع سیدنی در ایالت نیو ساوت ولز است.

لیورپول Liverpool شهری است در استرالیا. این شهر در ایالت نیو ساوت ولز قرار گرفته‌است و از محله های کلانشهر سیدنی است. لیورپول جمعیتی بالغ بر ۲۱۰۰۰ نفر دارد.